# Raión de Popilnia
Popilnia (en ucraniano: Попільнянський район) es un raión o distrito de Ucrania en el óblast de Zhytomyr. 
Comprende una superficie de 1037 km².
La capital es la ciudad de Popilnia.

## Demografía
Según estimación 2010 contaba con una población total de 37082 habitantes.

## Clima
El clima de Popilnia generalmente es frío y lluvioso, incluso en los meses más secos. La temperatura normalmente oscila entre 7.4 °C. 

## Otros datos
El código KOATUU es 1824700000. El código postal 13500 y el prefijo telefónico +380 4137.